# Marathrum utile
Marathrum utile là một loài thực vật có hoa trong họ Podostemaceae. Loài này được Tul. mô tả khoa học đầu tiên năm 1849.